# マリー・ド・ブルゴーニュ (1386-1422)
マリー・ド・ブルゴーニュ（Marie de Bourgogne, 1386年9月 - 1422年10月2日）は、ブルゴーニュ公フィリップ・ル・アルディとその妻のフランドル女伯マルグリット3世の間の四女。サヴォイア公アメデーオ8世に嫁した。

## 生涯
ブルゴーニュ公爵夫妻の第8子、四女として生まれた。長兄ジャン・サン・プールはブルゴーニュ公、次兄アントワーヌはブラバント公、弟フィリップはヌヴェール伯およびルテル伯である。長姉マルグリットは下バイエルン＝シュトラウビング公・エノー伯・ホラント伯・ゼーラント伯ヴィルヘルム2世の妻、次姉カトリーヌはオーストリア公レオポルト4世の妻である。
1401年10月27日、アラスにおいて父方の従姉ボンヌ・ド・ベリーとサヴォイア伯アメデーオ7世の間の長男であるサヴォイア伯アメデーオ8世と結婚した。1416年、夫が神聖ローマ皇帝ジギスムントによって帝国伯から公爵に昇格を許され、1418年にはピエモンテ公の称号も与えられた。そのためマリーも公爵夫人を名乗ることになった。1422年に死去し、オートコンブ修道院に葬られた。

## 子女
夫との間に少なくとも9人の子女をもうけている。
- マルゲリータ（1405年）
- アントーニオ（1407年）
- アントーニオ（1408年）
- マリーア（1411年 - 1469年） - 1427年、ミラノ公フィリッポ・マリーア・ヴィスコンティと結婚
- アメデーオ（1412年 - 1431年） - ピエモンテ公
- ルドヴィーコ（1413年 - 1465年） - サヴォイア公
- ボナ（1415年 - 1430年）
- フィリッポ（1417年 - 1444年） - ジュネーヴ伯
- マルゲリータ（1420年 - 1479年） - 1432年にアンジュー公ルイ3世と結婚、1444年にプファルツ選帝侯ルートヴィヒ4世と再婚、1453年にヴュルテンベルク伯ウルリヒ5世と三婚